# Seznam premiérů Indie
Toto je seznam předsedů vlád Indické republiky.

## Seznam
| Portrét | Jméno                             | Nástup do funkce   | Odchod z funkce    | Délka mandátu    | Politická strana          |
| ------- | --------------------------------- | ------------------ | ------------------ | ---------------- | ------------------------- |
|         | Džaváharlál Néhrú                 | 15. srpna 1947     | 27. května 1964    | 16 let a 286 dní | Indický národní kongres   |
|         | Gulzárílál Nanda (zastupující)    | 27. května 1964    | 9. června 1964     | 13 dní           | Indický národní kongres   |
|         | Lál Bahádur Šastrí                | 9. června 1964     | 11. ledna 1966     | 1 rok a 216 dní  | Indický národní kongres   |
|         | Gulzárílál Nanda (zastupující)    | 11. ledna 1966     | 24. ledna 1966     | 13 dní           | Indický národní kongres   |
|         | Indira Gándhíová                  | 24. ledna 1966     | 24. března 1977    | 11 let a 59 dní  | Indický národní kongres   |
|         | Mórárdží Désaí                    | 24. března 1977    | 28. července 1979  | 2 roky a 126 dní | Lidová strana             |
|         | Charan Singh                      | 28. července 1979  | 14. ledna 1980     | 170 dní          | Lidová strana (sekulární) |
|         | Indira Gándhíová                  | 14. ledna 1980     | 31. října 1984     | 4 roky a 291 dní | Indický národní kongres   |
|         | Rádžív Gándhí                     | 31. října 1984     | 2. prosince 1989   | 5 let a 32 dní   | Indický národní kongres   |
|         | Višvanáth Pratáp Singh            | 2. prosince 1989   | 10. listopadu 1990 | 343 dní          | Lidová strana             |
|         | Čandra Šékhar                     | 10. listopadu 1990 | 21. června 1991    | 223 dní          | Socialisté                |
|         | Pamulaparti Venkata Narasimha Rao | 21. června 1991    | 16. května 1996    | 4 roky a 330 dní | Indický národní kongres   |
|         | Atal Bihárí Vádžpejí              | 16. května 1996    | 1. června 1996     | 16 dní           | Indická lidová strana     |
|         | Deve Govda                        | 1. června 1996     | 21. dubna 1997     | 324 dní          | Lidová strana             |
|         | Inder Kumar Gujral                | 21. dubna 1997     | 19. března 1998    | 332 dní          | Lidová strana             |
|         | Atal Bihárí Vádžpejí              | 19. března 1998    | 22. května 2004    | 6 let a 64 dní   | Indická lidová strana     |
|         | Manmóhan Singh                    | 22. května 2004    | 26. května 2014    | 10 let a 4 dni   | Indický národní kongres   |
|         | Naréndra Módí                     | 26. května 2014    | dosud              | 11 let a 64 dní  | Indická lidová strana     |